# Guidobald von Thun
Guidobald von Thun (né  le 16 décembre 1616 à Castelfondo dans la région italienne Trentin-Haut-Adige, alors dans l'Empire romain germanique, et mort le 1er juin 1668 à Ratisbonne) est un cardinal autrichien du XVIIe siècle.

## Biographie
Guidobald von Thun est chanoine et doyen du chapitre de Salzbourg. Il est élu archevêque de Salzbourg en 1654 et porte le titre de primas Germaniae. En 1666 il est élu évêque de Ratisbonne.
Le pape Alexandre VII le crée cardinal lors du consistoire du 7 mars 1667. Il ne participe pas au conclave de 1667 (élection de Clément IX).

## Sources
- Fiche du cardinal sur le site fiu.edu